# Halkatta, Chitapur
Halkatta là một làng thuộc tehsil Chitapur, huyện Gulbarga, bang Karnataka, Ấn Độ.